# 기원전 62년

## 연호
- 전한(前漢) 원강(元康) 4년

## 기년
- 전한(前漢) 선제(宣帝) 12년